# 大架山墓群
大架山墓群，位于山东省青岛市莱西市水集街道。是入中华人民共和国山东省省级文物保护单位之一。
2013年，列入第四批山东省文物保护单位，该文物保护单位是一座古墓葬。